# Anke Engelke

Anke Engelke (Montréal, Kanada, 1965. december 21. –) német színésznő, szinkronszínésznő és humorista. Judith Rakers és Stefan Raab közreműködésében műsorvezetője volt a 2011-es Eurovíziós Dalversenynek Düsseldorfban.

## Élete
Montréalban született. Apja a Lufthansa helyi képviselője, anyja német nyelvtanárnő volt. Engelke hatéves volt, amikor családja Kanadából visszaköltözött a nyugat-németországi Köln városába.
1979 és 1986 között a ZDF közszolgálati csatorna számára vezetett ifjúsági műsorokat. Ezt követően angol nyelvet, romanisztikát és pedagógiát tanult Kölnben, de tanulmányait nem fejezte be.
Az igazi  áttörést 1996-ban a Die Wochenshow című műsor hozta meg neki, amely vicces hírműsor formájában heti rendszerességgel futott a SAT 1 nevű kereskedelmi csatornán 1996 és 2002 között. Műsorbeli partnerei többek között Ingolf Lück és Bastian Pastewka voltak. Engelke 2000-ben kilépett a műsorból, amely két évvel később meg is szűnt.
Ezután 2001 és 2004 között saját paródia-műsort kapott a SAT 1 csatornán Ladykracher címmel, majd többek között a Nemo című animációs mozifilmben vállalt szinkronszerepet. 2004 májusától késő esti műsort kapott, miután Harald Schmidt távozott a kereskedelmi csatornától, ám Engelke nem tudta teljesíteni a tőle elvárt nézettségi szintet: a műsor 78 rész után 2004 októberében megszűnt.
2006-ban új saját paródia-műsort kapott Ladyland címmel.